# 杀戮演绎
《殺人一舉》是一部2012年制作的纪录片。讲述印尼九·三〇事件。入围2013年奥斯卡最佳纪录片候选名单。2014年推出续作《沉默之像》。
此外，还有使用BitTorrent Bundle服务通过iTunes发布的导演剪辑版，内容包括：
- 维纳·赫尔佐格（Werner Herzog）和埃尔罗·莫里斯（Errol Morris）谈《杀戮演绎》（影片）
- 当前的民主！约书亚·奥本海默（Joshua Oppenheimer）的采访（影片）
- 随笔：埃尔罗·莫里斯关于《杀戮演绎》（PDF）
- 随笔：《杀戮演绎》对印尼的影响，《TEMPO Magazine》（PDF）
- 《杀戮演绎》剧照（照片）
- 《杀戮演绎》预告片（影片）